# عبد العزيز السنوي
عبد العزيز بن سلمان بن طه السنوي (ت. 2 أيار 1971) هو سياسي عراقي راحل، ولد في بغداد، ودرس في مدرسة الحقوق سنة 1924، وزاول المحاماة.
شغل عضوية مجلس النواب العراقي في دورته الثالثة (فترة هذه الدورة 1930-1933) عن لواء بغداد بعد استقالة رشيد عالي الكيلاني.
جده طه السنوي كان قاضي الموصل، توفي سنة 1883. أما والده سليمان أو سلمان السنوي (توفي في آب 1929) فكان نائب قاضي بغداد وعضو مجلس التمييز الشرعي.